# Crouch End
Crouch End est un district du Borough londonien de Haringey. Il est bordé par les districts de Harringay à l'est, Hornsey, Muswell Hill et Wood Green au nord, Finsbury Park et Archway au sud, et Highgate à l'ouest.